# Mayumba
Mayumba är en ort i Gabon. Den ligger i provinsen Nyanga, i den södra delen av landet, 400 km söder om huvudstaden Libreville. Antalet invånare är 5 220.